# Diosdado González Marrero
Diosdado González Marrero (Matanzas, 10 de agosto de 1962) es un opositor político cubano, fue miembro del comité coordinador de la Unión Patriótica de Cuba (UNPACU) y presidente del Partido Paz, Amor y Libertad, es un preso de conciencia de los 75 que el Gobierno Cubano de Fidel Castro encarceló durante la llamada Primavera Negra de Cuba de 2003.
Fue uno de los 12 prisioneros de conciencia de la Primavera Negra de Cuba que se negó desde el 2009, a salir expatriado permaneciendo en prisión por tiempo inicialmente indefinido hasta cumplir su sentencia.
En la actualidad reside en el estado de la Florida. Estuvo fuera de prisión en Cuba, a partir del 27 de febrero de 2011, gracias a una licencia extrapenal otorgada, por la presión internacional debido a la huelga de hambre de presos políticos cubanos de 2010, de Guillermo Farinas, quien durante 135 días le exigió al gobierno cubano la liberación de los presos políticos enfermos, para que estos no muriesen en prisión con le ocurrió a Orlando Zapata y que finalmente hizo, que las autoridades cubanas excarcelaran a 116 prisioneros políticos, mayor parte de los cuales prefirió aceptar el destierro, algo que no hizo Diosdado González. Fue miembro del comité coordinador de la Unión Patriótica de Cuba (UNPACU) desde febrero de 2013, organización en la que militó desde la ciudad de Perico (Matanzas)hasta que salió del país.

## Actividad política

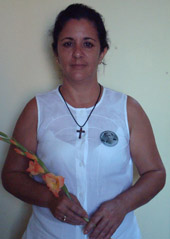
Alejandrina García de la Riva.

Diosdado era electricista de profesión, pero trabajó cultivando la tierra. Está casado con Alejandrina García de la Riva y tienen dos hijos, Reymar y Dairelis. Desde que fue encarcelado su esposa se unió al grupo de las Damas de Blanco, para pedir su libertad.
Diosdado era un líder de la oposición en Matanzas, donde repartía folletos entre los ciudadanos sobre principios democráticos. Y era el presidente del partido político "Partido Paz, Amor y Libertad". Como los demás disidentes políticos durante la Primavera Negra de Cuba de 2003 fue detenido y condenado, siendo su delito, según sentencia, «actos contra la protección de la independencia nacional y la economía de Cuba» por pertenecer a un movimiento de oposición al Gobierno Cubano de Fidel Castro y realizar declaraciones a favor de cambios y en contra de la política del Gobierno, a una condena de 20 años de prisión.
En su estancia en prisión ha sido sometido a tratos inhumanos contrarios al derecho internacional en materia del respeto a los presos, tales como reclusión en espacios de confinamiento extremadamente reducidos, amenazas de muerte, retirada de alimentos o aislamiento. Las condiciones en las que este preso político fue torturado en prisión llevó a que la Comisión Cubana de Derechos Humanos y Reconciliación Nacional (CCDHRN), perteneciente a la Federación Internacional por los Derechos Humanos (FIDH) lo considerase como uno de los tres prisioneros cuya situación resultó más alarmante en 2008.
A pesar de este trato en prisión rehusó guardar silencio, dando a conocer a través de su esposa aquello que tiene lugar en la prisión Kilo 5 1/2 de Pinar del Río en la que se encontraba recluido, habiendo llegado a protagonizar en varias ocasiones diversas huelgas de hambre, tanto para presentar reclamaciones a título propio como en apoyo a las reclamaciones para la defensa de los derechos de sus otros compañeros encarcelados; su esposa consiguió hacer llegar su denuncia a la Convención Internacional contra la Tortura. Como miembro del comité coordinador de la Unión Patriótica de Cuba (UNPACU), militó desde febrero de 2013 en las filas de esta organización desde la ciudad de Perico (Matanzas)hasta su salida hacia el extranjero.